# Harry Cover
Pour l’article ayant un titre homophone, voir haricot vert.
Harry Cover est une série de bande dessinée française parodiant la saga Harry Potter. Elle a été publiée à partir de 2005, aux éditions Delcourt, dans la collection Humour de rire.

## Synopsis
Tome 1 :
Harry Cover est un jeune garçon comme les autres. Ou presque. C'est un sorcier. Il vit, comme tous ses pairs, dans le monde des malodorus, c'est-à-dire des humains.
Après qu'il a vu son Oncle Ferdom, sa tante Répugnia et son cousin (ou frère, cela n'est pas clair) Groley emmenés par la Police, Harry se retrouve chez les Atkins, sa famille éloignée dont il n'a connaissance parce qu'il avoue avoir l'impression d'avoir vécu "dans un placard ces dernières années". Et, c'est installé dans cette brave famille que Harry reçoit une lettre anonyme de Pernell Christmass (le père noël) le menaçant d'ouvrir les portes de l'enfer au prochain Halloween sans savoir que, en effet Boldemorve prépare un mauvais coup.
Tome 2 :
Après avoir échoué à leur entraînement, s’être attiré les foudres du directeur de l’école et malgré leur manque flagrant de préparation, Pron et Harry se voient confier une mission d’extrême importance. Les deux apprentis sorciers, accompagnés d’Hormone, doivent se rendre en 1946 afin de récupérer le trésor de guerre nazi avant qu’il ne rentre en la possession de « Celui dont on ne doit pas prononcer le nom ».
Tome 3 :
Depuis trois mois, Pron, Hormone et Harry claquent des dents dans un igloo pour échapper à une terrible dette de jeux. Sans un sou, les jeunes sorciers n'ont d'autre choix que de retourner à l'école Poudrozieu. Mais quelle n'est pas leur surprise à leur arrivée en apprenant la disparition de David Dumbledemeur. Ce dernier serait sorti au cinéma voir le dernier Rambo et on ne l'aurait plus revu.
Tome 4 :
Pron, Hormone et Harry ont retrouvé la piste de Jeanne d'Arc et doivent à présent lui subtiliser la boule magique. Mais comment trois pauvres peuvent-il faire face à toute une armée française en pleine guerre de Cent Ans ? Tandis que les camps ennemis s'apprêtent à se livrer bataille, Harry se dit qu'il ferait bien d'utiliser le sort d'intelligence pour trouver au plus vite une idée de génie !

## Albums
- Tome 1 : L'Ensorcelante Parodie (2005)
- Tome 2 : Les mangeurs d'Anglais (2007)
- Tome 3 : Il faut sauver le sorcier Cover (2008)
- Tome 4 : Les monstres du labyrinthe (2010)